# Église de la Sainte-Parascève de Trnava
Pour les articles homonymes, voir Église de la Sainte-Parascève.
L'église Saint-Nicolas de Baljevac (en serbe cyrillique : Црква Свете Петке у Трнави ; en serbe latin : Crkva Svete Petke u Trnavi) est une église orthodoxe serbe située à Trnava, dans le district de Raška et dans la municipalité de Raška en Serbie. Elle est inscrite sur la liste des monuments culturels protégés de la république de Serbie (identifiant no SK 392),.

## Présentation

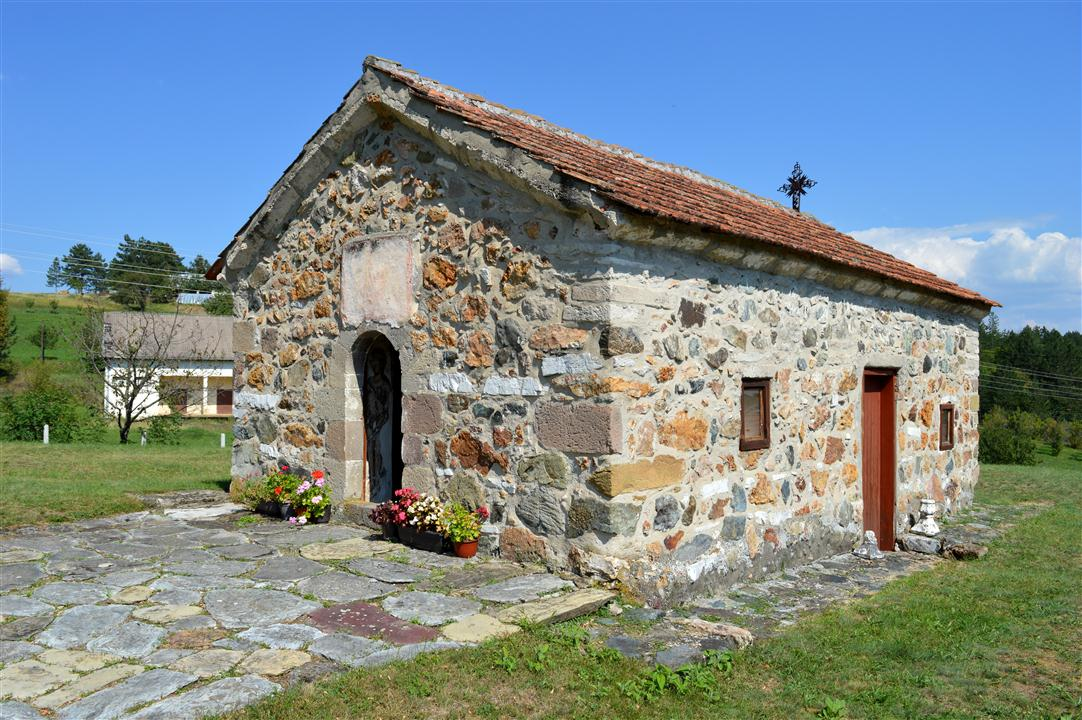
Autre vue de l'église.

L'église, située sur la route Raška-Šeremetovica, à 10 km de Raška, a été construite en 1579,, à l'emplacement d'un lieu de culte plus ancien. Elle est l'une des rares églises rurales construites pendant la domination ottomane de la Serbie.
L'église, de dimension modeste et sans dôme, est constituée d'une nef unique précédée d'un narthex et prolongée par une petite abside demi-circulaire ; son toit à pignon était recouvert de dalles de pierres qui ne sont préservées qu'au niveau de l'abside ; les murs sont constitués de pierres concassées.
L'intérieur abrite des fresques représentant des figures en pied de saints archevêques, de saints guerriers et d'autres saints, comme saint Sava et son père saint Siméon le Myroblite ainsi que de grandes fêtes liturgiques dans la nef et des scènes de la vie de sainte Parascève dans le narthex. L'ensemble est considéré comme ayant une valeur stylistique et iconographique incontestable.

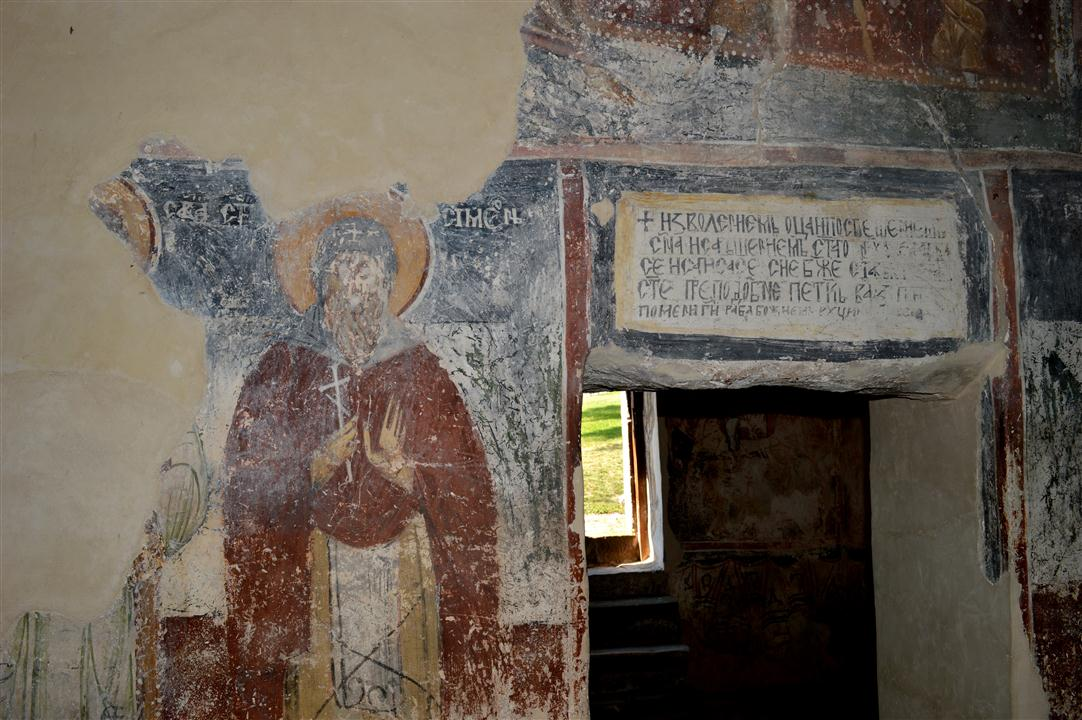
Saint Siméon le Myroblite.
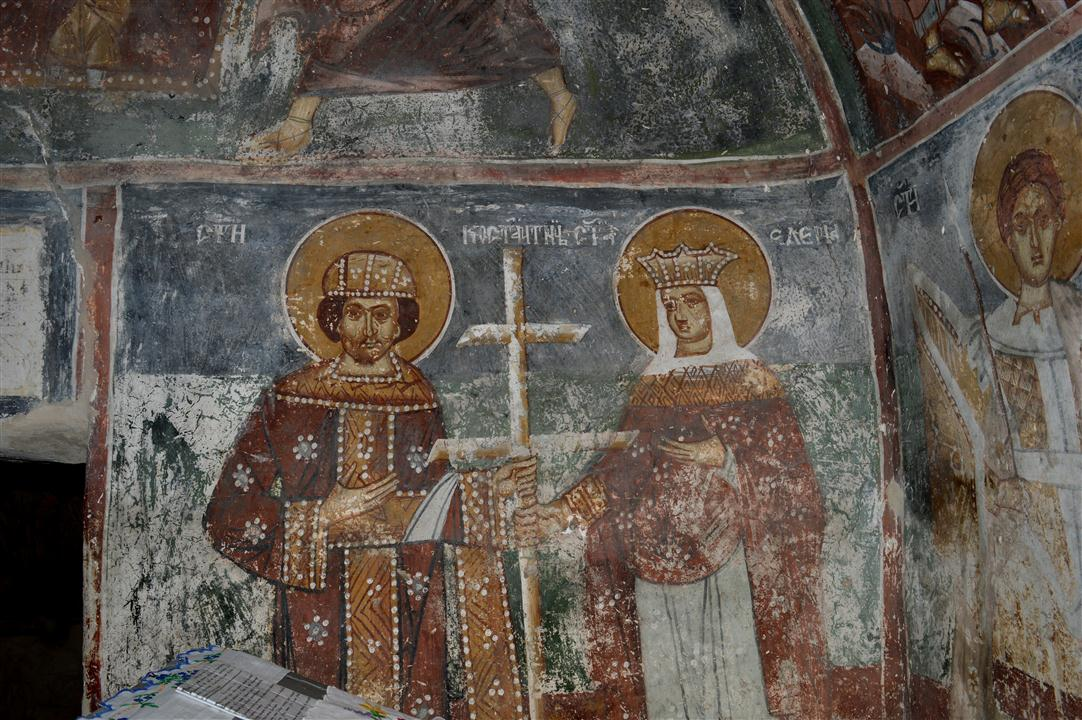
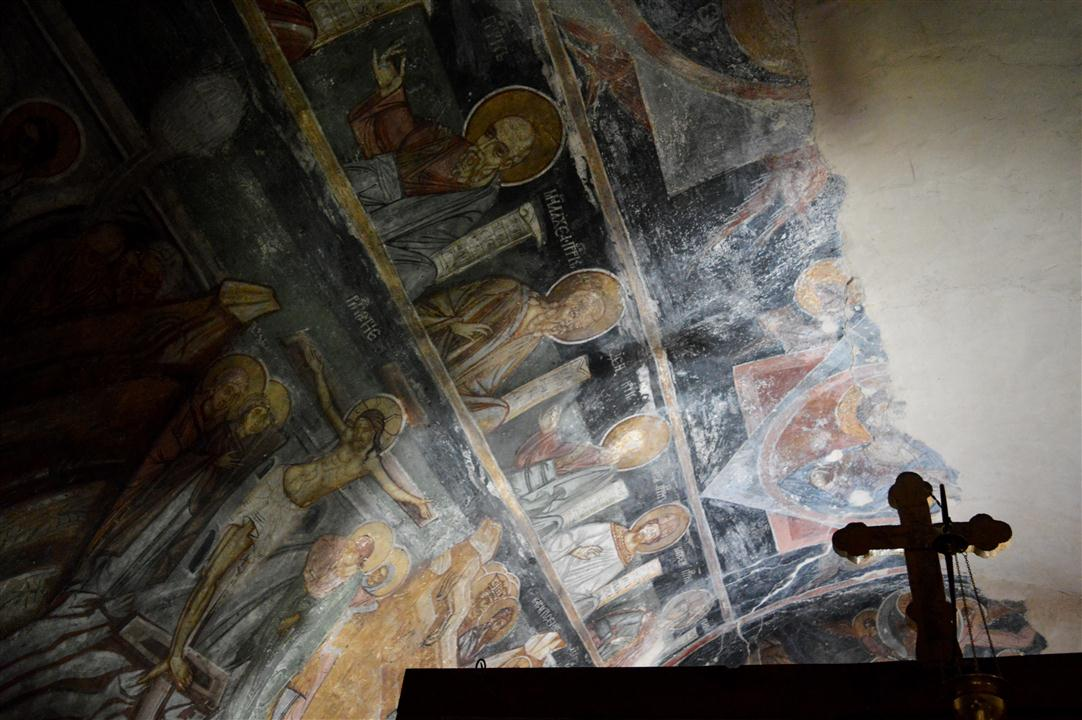
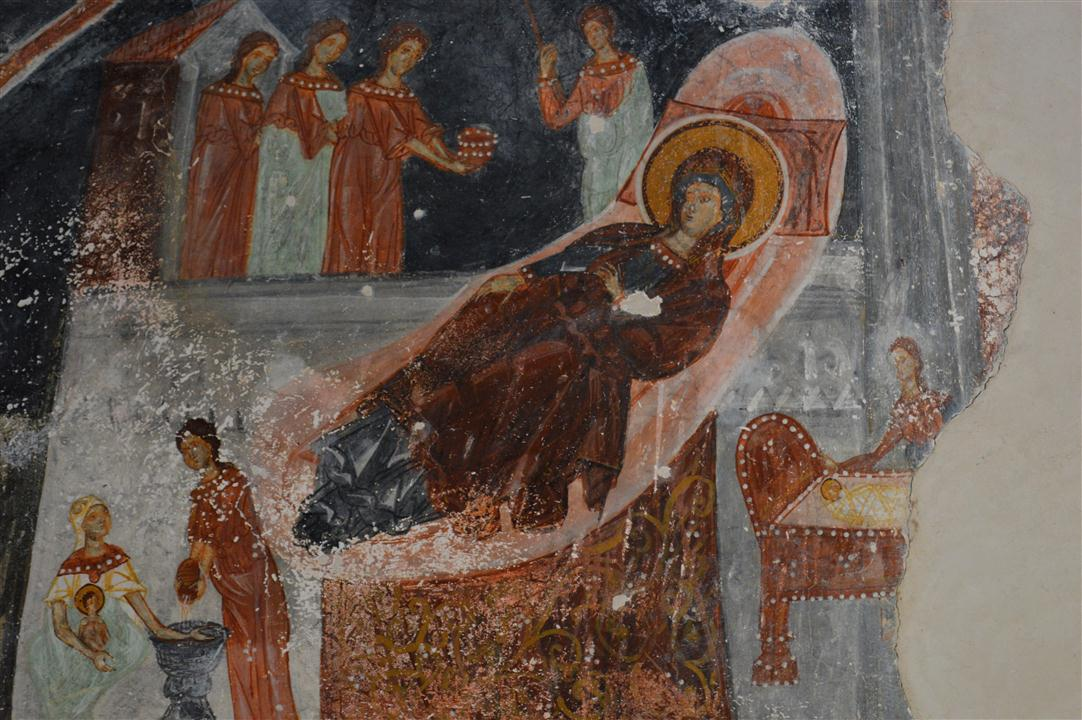
La Domition de la Mère de Dieu.